# J. P. Bemberg

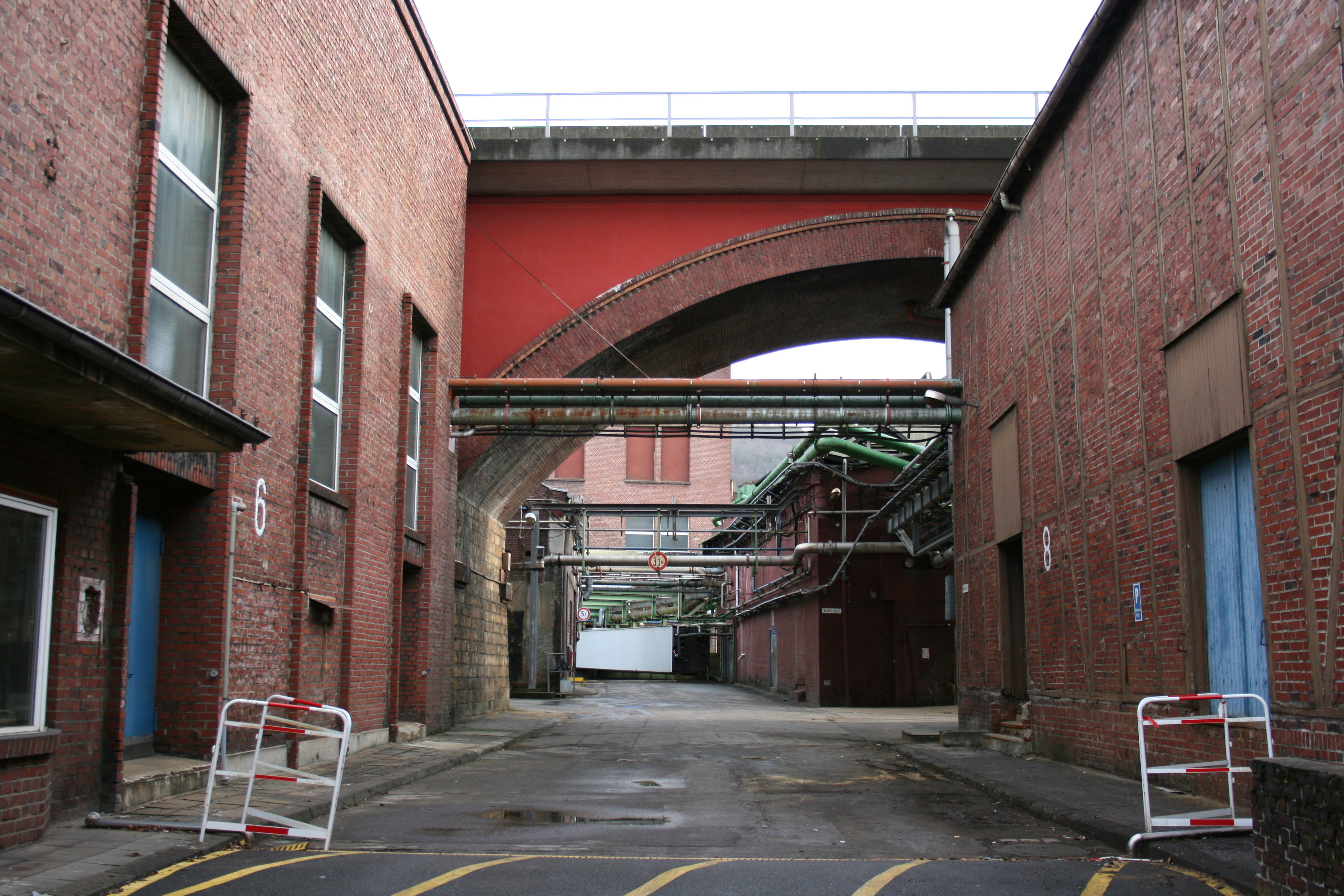
Blick durch Tor 5 der ehemaligen J.P. Bemberg AG

Die J. P. Bemberg AG war ein im späten 18. Jahrhundert gegründetes deutsches Textilunternehmen aus Wuppertal, das 1971 durch die Fusion mit der Glanzstoff AG in die Enka AG aufging. 
J. P. Bemberg war vor allem für die Produktion von Kupferseide für Damenstrümpfe bekannt.

## Geschichte

### Anfänge als Färberei, 18. und 19. Jahrhundert
1792 stieg der Kaufmann Johann Peter Bemberg (1758–1838) in die Weinhandlung seines Bruders Johann Heinrich (1750–1794) in Elberfeld ein, die er wahrscheinlich nach dessen Tod 1794 treuhänderisch bis mindestens 1803 weiterführte. Parallel baute er einen Farbstoffhandel auf, der erstmals 1794 belegt ist. Dem Handel fügte Bemberg schon bald drei Türkischrot-Färbereien hinzu, deren Handelspartner vor allem in Bayreuth, Hof und Chemnitz saßen.
1817 stieg Friedrich Platzhoff (1791–1859), Ehemann seiner ältesten Tochter Johanna Theresia (1794–1858), in das Unternehmen ein. Als Johann Peter Bemberg 1838 starb, übernahm Platzhoff zusammen mit dessen Sohn Julius August (1804–1847) das Geschäft. Als dieser wiederum 1847 starb, führte Platzhoff das Unternehmen alleine weiter, Julius Augusts Witwe Caroline, geb. Wülfing, (1814–1881) übernahm jedoch die hälftigen Anteile ihres Mannes an der gut laufenden Firma. Platzhoffs Nachfolger, darunter Gustav Platzhoff, verlegten 1865 das Unternehmen nach der Öhde und expandierte durch Gründungen oder Übernahmen von Fabriken in Barmen, Krefeld und Augsburg, unter anderen die Mechanische Kunstseidenwebereien, die aus der 1896 erworbenen Weberei Max Triepcke in Pfersee hervorgingen. 1897 verwandelte Max Gustav Platzhoff die Türkischrot-Färberei in die Aktiengesellschaft J. P. Bemberg Baumwoll-Industrie-Gesellschaft, 1903 erfolgte die Umbenennung in J. P. Bemberg AG.

### Aufschwung im 20. Jahrhundert mit Kupferseide
Im Jahr 1900 begann der Chemiker Edmund Thiele mit Versuchen, das Streckspinnverfahren für Kupferseide (Deutsche Reichspatente Nrn. 154 507 und 157 157) zu entwickeln, was 1904 zum Beginn der Produktion von Kupferseide führte, ab 1906 auch nach dem nun produktionsreifen Streckspinnverfahren. In den folgenden Jahren wurde unter dem Markennamen Bemberg-Seide ausschließlich Kupferseide produziert. Sie entsprach in ihrer Feinheit (1,2–1,7 den) der Naturseide und wies eine größere Festigkeit als Viskose-Kunstseide auf. Im Jahr 1925 lag J. P. Bembergs Produktionsausstoß an Kupferkunstseide bei 1000 t und 1935 bei ca. 3500 t Kupferseide. Die Färberei hatte man bereits 1918 endgültig aufgegeben.

1925 wurde die Aktienmehrheit der Vereinigte Glanzstoff-Fabriken AG übernommen, die seit 1916 durch vertragliche Vereinbarungen mit Bemberg zusammenarbeiteten. Die Glanzstoff gab in der Folgezeit das Kupferverfahren ganz auf – bis auf die Herstellung von Kupfer-Sirius (einem monofilen Faden in starkem Titer, sogenanntem künstlichen Rosshaar), die noch einige Zeit beibehalten wurde. Das Werk in Öhde wurde daraufhin bis 1928 erheblich ausgebaut und war 1937 mit etwa 5.700 Arbeitskräften der größte Arbeitgeber der Stadt.

Aktie über 100 RM der J. P. Bemberg AG vom Juni 1933

In diesen Jahren wurde die Herstellungstechnologie an internationale Tochterunternehmen übertragen. Als erstes 1924 an Seta Bemberg SA im italienischen Gozzano, das sich ab 1927 vollständig auf die Kunstseidenproduktion konzentrierte. 1925 wurde das Tochterunternehmen American Bemberg Corporation mit einer Fabrik in Elizabethton (Tennessee) gegründet, die trotz anhaltender Arbeitskämpfe schnell erfolgreich war. 1948 wurde sie von dem New Yorker Unternehmen Beaunit Mills aufgekauft. 1928 ging J. P. Bemberg mit Shitagau Noguchi, der 1922 bereits zusammen mit J. P. Bemberg und anderen Asahi Kenshoku (heute Asahi Kasei) mit Sitz in Nobeoka gegründet hatte, einen Lizenzvertrag für die Kupferseidentechnologie ein. Asahi entwickelte das Verfahren weiter und begann 1931 mit der Produktion, zunächst in Hokuriku. 1933 fusionierte Asahi mit der Nihon Bemberg Seidenfabrik mit Sitz in Osaka, es entstand die Asahi Bemberg Kenshi KK.
Anfang der 1930er Jahre begann J. P. Bemberg mit der Herstellung des Bemberg-Zellglases „Cuprophan“. 1940 meldete J. P. Bemberg das „Dureta“-Verfahren zur kontinuierlichen Herstellung von Kunstseide nach dem Kupferverfahren zum Patent an (DRP Nr. 763735). Im Zweiten Weltkrieg überwog die Herstellung von Fallschirmseide (bis zu 40 Tonnen Seide am Tag mit 4.400 Beschäftigten). Am 13. März 1945 wurden bei einem Luftangriff 70 % der Produktionsanlagen zerstört. Mit dem Kriegsende gingen die ausländischen Niederlassungen verloren. 1946 erfolgte eine Neugründung mit ca. 300 Angestellten. Die Produktion florierte mit Perlon, ab 1962, Verkauf aber von Glanzstoff und Chemiekupferseide Bemberg®, Cuprophan, Bemberg-Lavabel und Geweben der Mechanischen Kunstseidenwebereien in Augsburg unter eigenem Namen. Im Jahre 1963 erreichte man mit 3.083 Beschäftigten einen Umsatz von 100.976.000 DM. Das Kapital betrug zu dieser Zeit 45 Millionen DM. Davon besaßen die VGF 80,8 %, die AKU 8,7 % und freie Aktionäre 10,5 %. Um 1969 waren wieder etwa 3.800 Angestellte beschäftigt. 1971 fusionierte Bemberg mit der Glanzstoff AG, das neue Unternehmen firmierte unter Enka Glanzstoff AG. Das ehemalige Werk in Wuppertal-Öhde stellt Membranen für den medizinischen Bedarf her und gehört seit 2025 zu Thermo Fisher.

## Musterzeichner
Von 1936 bis 1938 war Heinz Trökes Musterzeichner bei Bemberg.

## Umweltschäden
Aus der Kunstseide-Fertigung im norditalienischen Gozzano gelangten seit 1927 Kupfer und Ammoniumsulfat in den Ortasee. Nach zwei Jahren war der See fischlos und galt jahrzehntelang als biologisch tot. Der erste Einsatz von Kupferfiltern begann 1956, dreißig Jahre später endeten die Abwassereinleitungen. Zusammen mit flankierenden Umweltmaßnahmen regeneriert sich das biologische Leben im See seit den 1990er Jahren.